# Brumado
Brumado és una ciutat brasilera de l'estat de Bahia. És localitzat en la mesorregió del centre-sud bahià, ficant a 550 quilòmetres de la capital de l'estat, Salvador. Seva població ès estimat en 67.335 habitants, d'acord amb el cens 2020 del IBGE. El municipi mesura 2.207,612 km².
La àrea del municipi fou povoat en el segle xviii pels miners i bandeirants a la cerca de minerals en la regió, frustrats per la manca d'or, van anar a altres regions, més en compensació, al lloc hi havia brom, un metall de color vermell fosc, que quan va donar l'estació seca, el riu local es va enrogir, com el color del metall. Amb això, el lloc i el riu van rebre el nom de Brumado. El 1877 es va convertir en municipi, sent desmembrat de Caetité.
per tenir una quantitat variada de minerals, la ciutat és coneguda com la capital del mineral, on operen empreses de mineració i donen un bon impuls a l'economia de la ciutat, que també alberga la tercera mina de magnesita oberta més gran del món.